# Pease Pottage
Pease Pottage – wieś w Anglii, w hrabstwie West Sussex, w dystrykcie Mid Sussex. Leży 49 km na północny wschód od miasta Chichester i 48 km na południe od Londynu.